# Maladera hmong
Maladera hmong är en skalbaggsart som beskrevs av Ahrens 2004. Maladera hmong ingår i släktet Maladera och familjen Melolonthidae. Inga underarter finns listade i Catalogue of Life.